# Острівськ
О́стрівськ — село у Зарічненській громаді Вараського району Рівненської області України. Населення станом на 1 січня 2007 року становить 496 осіб.
У селі є гімназія , фельдшерсько-акушерський пункт, сільський клуб, бібліотека, садочок, театр, лісництво, поштове відділення, приватна база відпочинку.

## Географія
Поблизу села розташоване Острівське озеро, а також комплекс з трьох озер, які входять до складу Острівського гідрологічного заказнику: Велике, Середнє та Хоромне.

## Населення
За переписом населення 2001 року в селі мешкало 490 осіб.

### Мова
Розподіл населення за рідною мовою за даними перепису 2001 року:
| Мова       | Відсоток |
| ---------- | -------- |
| українська | 99,21 %  |
| російська  | 0,79 %   |

## Цікаві факти
Про село знято документальний фільм київських режисерів Олександри Хребтової та Олександра Балабана «2033 кілометри від Ейфелевої вежі». Півгодинна документальна стрічка розповідає про поточне життя та великодні свята в мальовничому куточку Західного Полісся — селі Острівськ, що поблизу с. Кухітська Воля (бурштиновий край) та смт Зарічне на Рівненщині. Це невеличке село з населенням менше півтисячі осіб стоїть у лісах на березі озера Острівське. Сьогодні тут проходить маршрут найдовшої в Європі не діючої по факту вузькоколійки «Кукушка» – «Поліський трамвай». Минулого століття в Острівську діяв навіть овочесушильний завод, проте на сьогодні його закрито, місцеві мешканці займаються фактично лише лісовим промислом.......  – збором ягід і грибів, рибальством,  бортництвом тощо.